# Güterstrasse 2
Die Güterstrasse 2 ist ein Wohn- und Geschäftshaus in Biel (französisch Bienne) im Kanton Bern in der Schweiz. Es wurde 1930 erbaut und als Bauwerk der «Bieler Moderne» 2017 unter Denkmalschutz gestellt.

## Lage
Das Gebäude befindet sich im Quartier Neustadt Süd (Nouvelle ville sud) südlich der Schüss. Es ist Teil der «Baugruppe T» (Bahnhofquartier) und liegt an der Güterstrasse (Nummer «2»). Der Kopfbau dominiert die Strassenverzweigung gegenüber dem «Hotel Elite». In den 1940er Jahren wurde das Ensemble Güterstrasse 4–10 im Süden angefügt, den Abschluss des Carrés bildet ein Wohn- und Geschäftshaus von 1947. Das Bahnhofquartier gilt mit einheitlich geplanten Strassenzügen in der Schweiz als «einzigartig».

## Geschichte

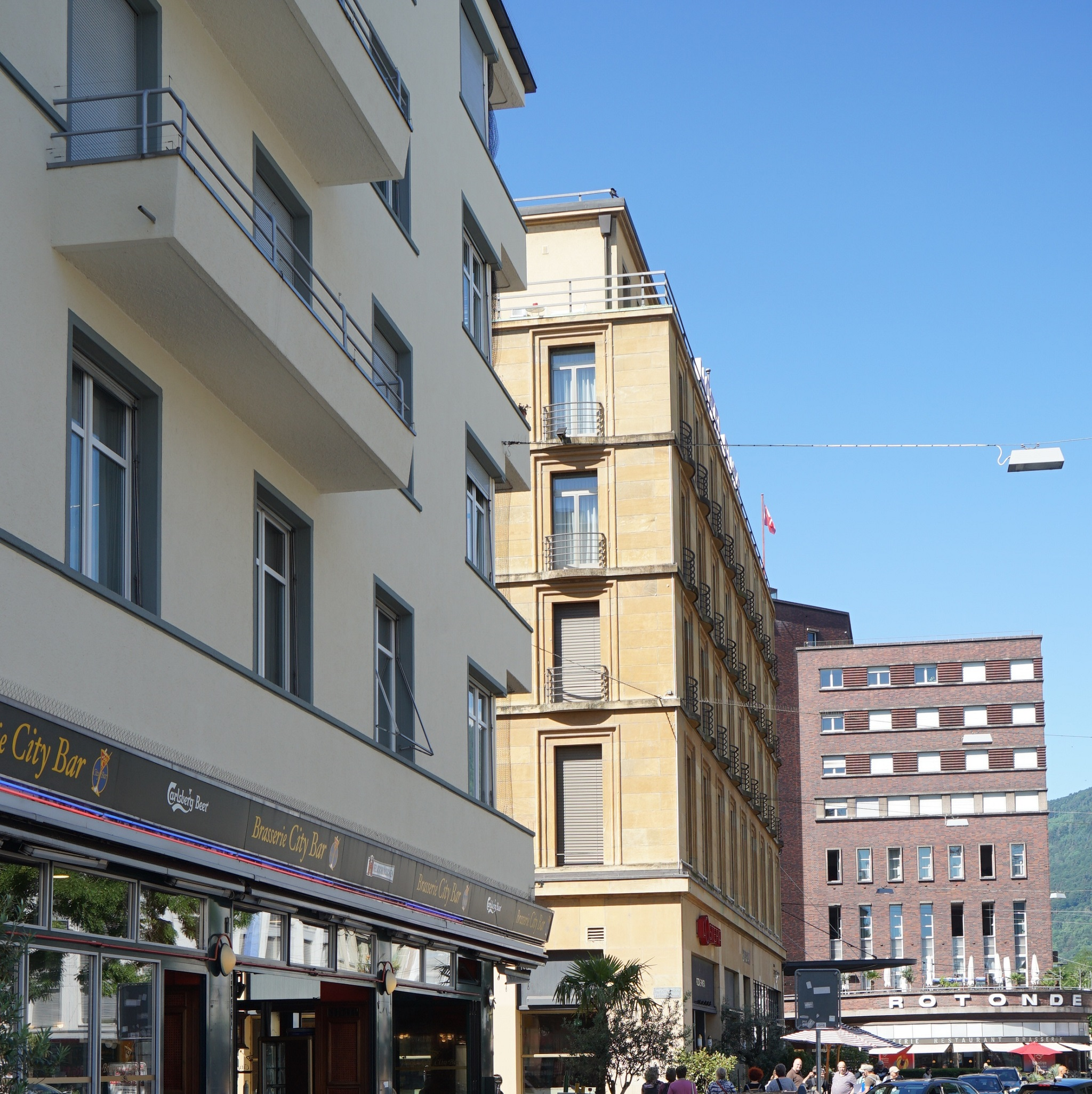
Güterstrasse 2, Hotel Elite und Volkshaus (2022)

In den Jahren 1927 bis 1948 wurde das «Bahnhofquartier» nördlich des Bahnhofs geschlossen nach Bauvorschriften des Neuen Bauens errichtet. Das Haus wurde als erstes Haus des Carrés errichtet. Es ist ein «markanter, spröder Würfel».
Das Gebäude wurde 2003 rechtswirksam im Bauinventar des Kantons als «schützenswert» verzeichnet und mit Vertrag vom 26. November 2017 unter Schutz gestellt. Kulturgüter-Objekte der «Kategorie C» wurden (Stand: Juli 2022) noch nicht veröffentlicht.

## Belege
1. 1 2 3 4  Denkmalpflege des Kantons Bern: Biel/Bienne, Güterstrasse 2. In: Bauinventar des Kantons Bern. Kanton Bern, abgerufen am 30. März 2024 (Einstufung erhaltenswert).

Koordinaten: 47° 8′ 4,5″ N, 7° 14′ 40,4″ O; CH1903: 585276 / 220419